# Richard Gibson (cầu thủ bóng đá)
Richard Samuel Gibson (Tháng 2 năm 1889 – sau 1921) là một cầu thủ bóng đá người Anh thi đấu ở vị trí winger. Ông có 120 lần ra sân và ghi 19 bàn trong mọi đấu trường cho Birmingham trong 10 năm sự nghiệp, và giúp đội bóng vô địch Football League Second Division ở 1920–21. Sau đó chuyển đến First Division Manchester United khi có 12 lần ra sân mà không ghi bàn; và mùa đó họ xuống hạng. Gibson được đồng đội cũ ở Sultan F.C. Percy Barton  đề nghị chuyển sang Birmingham.